# Der verwundete Sokrates
Der verwundete Sokrates, geschrieben von Bertolt Brecht, handelt von Tapferkeit und Wahrheit. Es werden die Erlebnisse der Schlacht von Delion geschildert, wonach durch Sokrates die Schlacht gewonnen wurde. Die Geschichte ist Bestandteil der Kalendergeschichten.

## Entstehung
Die erste Niederschrift der Geschichte Der verwundete Sokrates erfolgte im Dezember des Jahres 1938, als Brecht im Exil war. Zum ersten Mal veröffentlicht wurde die Geschichte im Rahmen der anderen Kalendergeschichten. Ideen für die Geschichte entnahm Bertolt Brecht aus Platons Symposion, in dem Sokrates als tapferer Krieger geschildert wird und aus dem Stück Der gerettete Alkibiades, verfasst von Georg Kaiser, aus dem Brecht das Dornenmotiv übernommen hat.

## Inhalt
Sokrates war ein Soldat und kämpfte bei den Fußtruppen in der Schlacht von Delion. Von Beruf war er Schuster und Sokrates genoss es, mit seinen Freunden über philosophische Themen zu sprechen. An einem Morgen zogen die Athener in die Schlacht. Mit dabei war Sokrates, der den Plan der Athener kannte. Dieser war bekanntlich, dass das Fußvolk ganz einfach, treu und bieder da steht und den Stoß des Feindes auffängt. Inzwischen würde die Reiterei in die Niederung vorstoßen und dem Gegner in den Rücken fallen. Sokrates zweifelte an diesem Plan und lief davon, dabei geriet er unglücklicherweise in ein Dornenfeld, wobei ihm ein Dorn im Fuß stecken blieb. Von den Schmerzen geplagt, musste er rasten. Als eine kleine Gruppe von Persern auf ihn zukam, fing Sokrates an, irgendwelche Befehle zu schreien. Daraufhin flohen die Perser, da sie Angst vor einem Hinterhalt hatten. An diesem Tag haben die Athener den Krieg gewonnen. Sokrates war ein gefeierter Held. Im Dorf wurde viel über Sokrates geredet und seine Heldentat sprach sich schnell herum. Jedoch wusste keiner den eigentlichen Grund, weshalb Sokrates geflohen war. Es war seine Angst, die ihn gesteuert hatte. Nicht einmal seiner Frau erzählte er die Wahrheit und Sokrates musste die nächsten Tage mit starken Schmerzen überstehen. Einige Tage später sollte eine Siegesfeier stattfinden, bei der Sokrates eine Ehrung für seine Leistungen erhalten sollte. Sokrates überlegte sich verzweifelt eine Ausrede. Schließlich sagte Sokrates ab mit der Begründung, dass er keine Zeit habe. Bei einem Besuch seiner Freunde Antisthenes und Alkibiades wurde Sokrates sehr nervös, woraufhin er ihnen gestand, dass er in Wirklichkeit keineswegs tapfer gewesen sei. Alkibiades reagierte darauf mit Bewunderung und sagte, dass Sokrates sehr tapfer sei, denn keiner hätte unter diesen Umständen das zugegeben, was Sokrates getan hat. Diese Tapferkeit sei größer als die Tapferkeit in der Schlacht.

## Interpretation
Xanthippe war die Ehefrau des Philosophen Sokrates.
In der Geschichte ist sie die führende  Kraft im Haushalt, da Sokrates normalerweise ein fauler Mann ist, der sich nur auf das Philosophieren konzentriert. Xanthippe glaubt nicht an das Volksgerede, welches besagt, dass der Krieg durch Sokrates gewonnen wurde. Sie kann nicht glauben, dass ein Philosoph einen Krieg gewinnen könne. Sokrates verschweigt ihr den wahren Verlauf des Krieges und verhält sich verschlossen, da er nicht will, dass sie die Wahrheit erfährt. Trotz seiner Verschlossenheit fällt Xanthippe sein Verhalten auf und sie überlegt sich sogar, ihn danach zu fragen, was sie aber nicht tat. Diese Passagen zeigen, dass Xanthippe ihren Ehemann sehr gut kennt und sie sich nahestehen.

## Form
Die Kalendergeschichte Der verwundete Sokrates ist eine fiktionale Erzählung, welche an die Realität angrenzt. Grundelemente der Geschichte, wie die Hauptfigur Sokrates, seine Ehefrau Xanthippe und die Schlacht von Delion wurden von der Realität übernommen. Die Geschichte wird von einem auktorialen Erzähler erzählt.

## Wirkung/Rezeption
Die vermeintliche Heldengeschichte endet damit, dass Sokrates gesteht, dass er gelogen hatte. Darin liegt auch die Absicht Brechts zu zeigen, dass Sokrates kein Held im kriegerischen Sinne ist, sondern zeigt, dass die Tapferkeit von Sokrates mehr darin, die Wahrheit gesagt zu haben, liegt.

## Hörspielbearbeitung
1972 produzierte der ORF Oberösterreich unter der Regie von Ferry Bauer eine 26-minütige Hörspielfassung, ebenfalls unter dem Titel Der verwundete Sokrates. Die Erstsendung fand am 22. Mai 1972 statt.
Es sprachen Klaus von Pervulesko, Eduard von Kliemstein, Klausjürgen Wussow, Hubert Mann, Gerhard Brössner, Herbert Stefan, Thomas Kasten und Lore Johannsen.

## Diverses
In der Geschichte hat Brecht Änderungen vorgenommen, z. B. ließ er Sokrates in der Schlacht von Delion gegen Perser kämpfen, obwohl die Schlacht gegen die Böotier geführt wurde.